# 尹灵芝镇
尹灵芝镇，是中华人民共和国山西省晋中市寿阳县下辖的一个乡镇级行政单位。这里是中国共产党刘胡兰式的少女英雄尹灵芝的家乡，故中华人民共和国建立后以她的名字命名此镇。

## 行政区划
尹灵芝镇下辖以下地区：
芹泉村、阳坡村、张净村、山南村、晓庄村、库仓村、后沟村、大垴村、太平村、界石村、尹灵芝村、落摩寺村、郭王庄村、冀家村、贾家庄村和泉水洼村。